# Can Redresa
Can Redresa és una obra de Girona inclosa a l'Inventari del Patrimoni Arquitectònic de Catalunya.

## Descripció
L'edifici és de planta baixa i dos pisos, la coberta amb el carener paral·lel a la façana principal. Aquest nucli dona al carrer i al darrere a través d'unes falses façanes fetes d'una malla de pilars i jàsseres. A planta baixa són de més llum, aprimant-se a les plantes superiors. L'accés es diferencia per l'alçada d'un dels mòduls. L'edifici se situa a cavall del terreny i a la part posterior.
Les baranes són metàl·liques. Una part de la malla estructural sobresurt del nucli per tancar un pati exterior a la planta baixa. A la primera planta i a la part posterior s'origina un porxo amb la mateixa retícula.

## Història
Projecte dels anys 1978-1979.